# Atletica leggera ai Giochi della XXI Olimpiade - 3000 metri siepi

Video della Finale

I 3000 metri siepi hanno fatto parte del programma maschile di atletica leggera ai Giochi della XXI Olimpiade. La competizione si è svolta nei giorni 25-28 luglio 1976 allo Stadio Olimpico di Montréal.

## Presenze ed assenze dei campioni in carica
| Competizione      | Atleta               | Prestazione | Montréal 1976 |
| ----------------- | -------------------- | ----------- | ------------- |
| Monaco 1972       | Kipchoge Keino       | 8'23”6      | Rit. 1972     |
| Commonwealth 1974 | Ben Jipcho           | 8'20”67     | Kenya assente |
| Europei 1974      | Bronisław Malinowski | 8'15”0      | Presente      |

1. ↑  Per il boicottaggio.

## Risultati

### Turni eliminatori
| 2 Batterie | 25 luglio | 25 partenti    | Si qualificano i primi 6. |
| Finale     | 28 luglio | 12 concorrenti |                           |

### Finale
| Primatista mondiale   | 8'09"8 1975 | Anders Gärderud | Presente |
| Primatista stagionale | 8'12"23     | B. Malinowski   | Presente |

Gara avvincente: tre atleti si contendono il successo all'ultimo giro. Dopo il salto della barriera con il fossato, sono in lotta lo svedese Gärderud, il tedesco orientale Baumgartl e il polacco Malinowski. Baumgartl affianca Gärderud attaccando l'ultimo ostacolo, ma lo urta e cade facendosi superare anche da Malinowski.
Gärderud vince in solitaria. I primi due classificati vanno sotto il record del mondo. Baumgartl migliora il proprio personale di 7,2 secondi.
| Pos | Paese        | Atleta               | Tempo   |
| --- | ------------ | -------------------- | ------- |
|     | Svezia       | Anders Gärderud      | 8'08”02 |
|     | Polonia      | Bronisław Malinowski | 8'09”11 |
|     | Germania Est | Frank Baumgartl      | 8'10”36 |